# Svetinci
Svetinci – wieś w Słowenii, w gminie Destrnik. W 2018 roku liczyła 135 mieszkańców.